# Babafigue

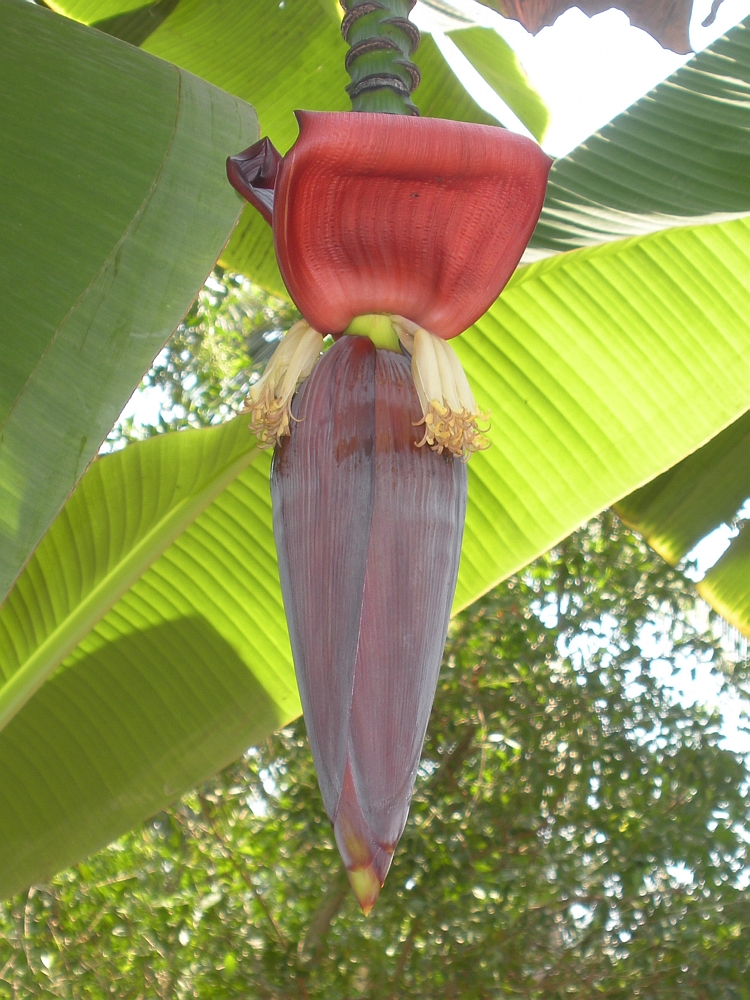
Fleur du bananier, appelée « babafigue » à La Réunion.

Le babafigue (ou baba-figue) est un terme employé souvent par les habitants de La Réunion ou de départements d'outre mer pour désigner la fleur du bananier.
Cette fleur se présente sous forme de bourgeon de couleur mauve.

## Usage alimentaire

### Ingrédient de recettes réunionnaises
Dans la cuisine réunionnaise, les plantes et les fruits de l'île sont très utilisés. Comme le chou palmiste, les avocats, le ti jacques, le babafigue, parmi tant d'autres. Ils s'allient ainsi parfaitement aux repas des réunionnais. Le babafigue est l'un des ingrédients les plus utilisés dans les carry de La Réunion. On découvre ainsi le carry boucané aux babafigues, les crevettes aux babafigues, sardines aux babafigues, la tartelette aux babafigues, les beignets de babafigues … .

### Préparation
Le babafigue est une fleur très acide, et elle demande une préparation particulière.
Pour consommer la babafigue il faut d'abord enlever toute la couche mauve du fruit, et conserver uniquement le blanc qui se trouve à l'intérieur. Il doit être ensuite émincé finement, puis trempé dans de l'eau salée et vinaigrée afin d'éviter que celui-ci s'oxyde. Il faut renouveler cette étape plusieurs fois afin d'ôter le goût âcre de la fleur. Après la réalisation de cette étape, il ne reste plus qu'à l'ajouter aux plats, carry, viandes et poissons (boucané, saucisses sardine…) à cuire sur feu doux après la cuisson des viandes et poissons.

## Autres utilisations
Le babafigue est une fleur utilisable en cosmétique, à effets anti-hyperglycémiques, utilisée en Inde dans le cadre d'un traitement médical qui permet de lutter contre le diabète de type 2.